# Sunnisme
 (octobre 2010).
Si vous disposez d'ouvrages ou d'articles de référence ou si vous connaissez des sites web de qualité traitant du thème abordé ici, merci de compléter l'article en donnant les références utiles à sa vérifiabilité et en les liant à la section « Notes et références ».
- Sunnisme
- Chiisme
- Ibadisme

Le sunnisme est le principal courant religieux de l'islam représentant entre 85 et 90 % des musulmans du monde,. Constituant l'un des deux grands courants de l'islam avec le chiisme, le sunnisme se distingue des autres courants de l'islam par son interprétation de la religion musulmane.
Les sunnites sont désignés en arabe comme les gens de la « sunna » et de la majorité religieuse (السنة و الجماعة). Par opposition aux chiites et aux kharidjites, on les appelle parfois « musulmans orthodoxes ».

## Origine sémantique
Le mot sunnite est dérivé du mot « sunna » qui représente la ligne de conduite de Mahomet, dernier prophète de l'Islam. Ses actes, paroles et silences ont donc valeur de modèle et sont compilés dans des recueils de récits et de logions appelés « hadith », dont les principaux sont le Sahih al-Bukhari et le Sahih Muslim, considérés comme authentiques (sahih) par les seuls musulmans sunnites.

## Histoire
À la mort de Mahomet en 632, un différend naît entre les habitants de Médine et de La Mecque concernant sa succession. Certains préfèrent une succession issue de la famille en proposant notamment Ali son gendre et cousin pour lui succéder. Les compagnons s'y opposent et nomment comme premier calife Abou Bakr. Le troisième calife Othmân est assassiné en 656 par des opposants. Le gouverneur de Damas Muʿawiya, cousin d'Othmân, entre en conflit avec Ali devant l'incapacité de ce dernier à faire arrêter les assassins d'Othmân, ce qui provoque la première guerre civile musulmane, la fitna. Pendant le règne d'Ali, un clivage se cristallise entre ceux qui s'appuient sur la sunnah, la tradition du Prophète (les sunnites) et ceux qui sont du parti d'Ali (Shīʻatu ʻAlī — les Chiites). En 661, Ali est assassiné et Muʿawiya désigné cinquième calife. Il rompt alors avec la tradition arabe du califat électif au profit du califat héréditaire des Omeyyades avec comme capitale Damas. En 680, côté sunnite, Yazīd fils de Muʿawiya prend la succession de son père tandis que côté chiite Al-Ḥusayn, fils d'Ali, succède lui aussi à son père. En guerre, Al-Ḥusayn est massacré avec sa famille et ses hommes à la bataille de Kerbala par les armées omeyyades. Après cette bataille, le califat Omeyyade triomphe et pulvérise les ambitions dynastiques de la famille du Prophète. La bataille de Kerbala est en même temps l'épisode fondateur du chiisme.

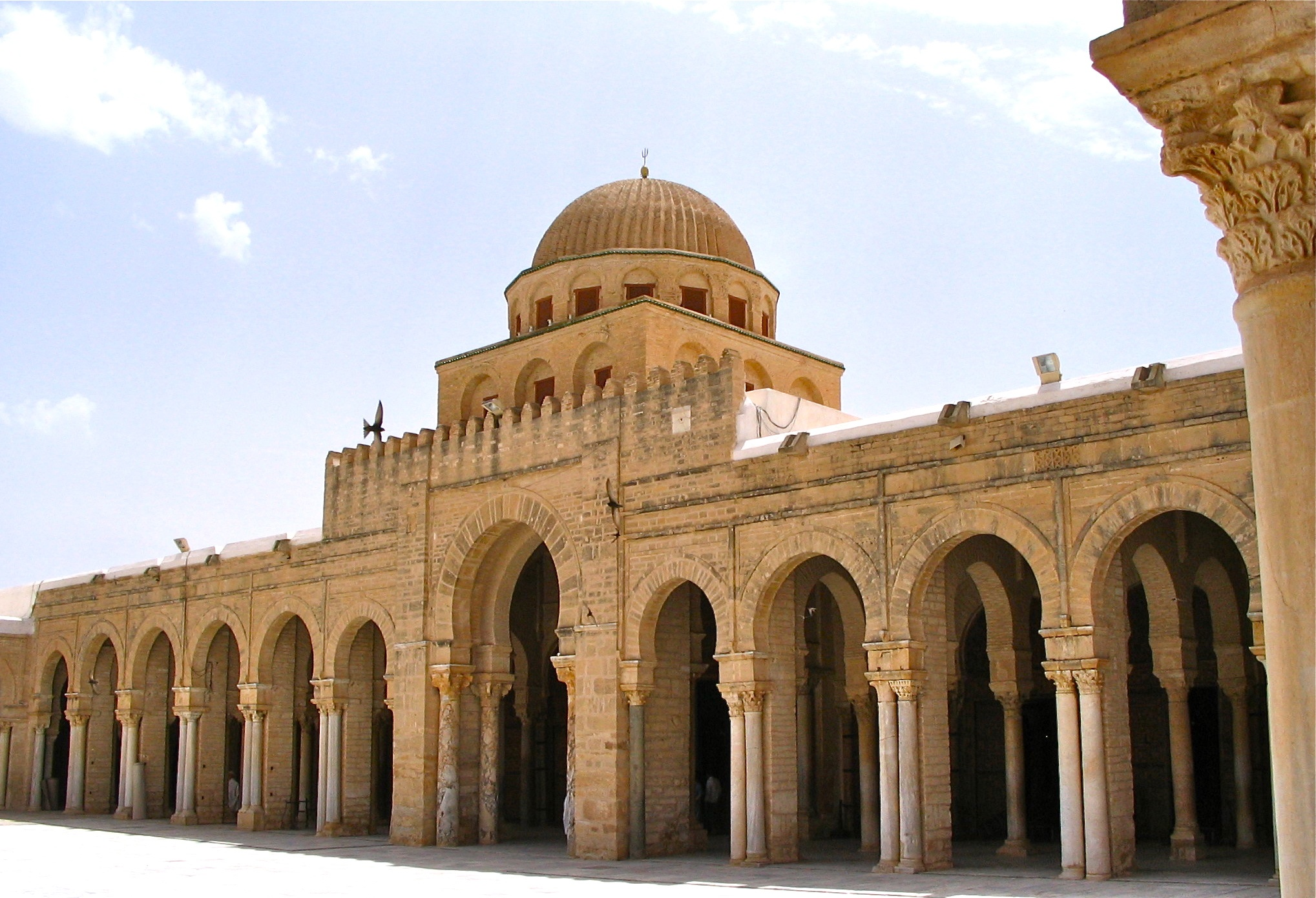
La grande mosquée de Kairouan (également appelée mosquée Oqba Ibn Nafi), fondée en 670, est le berceau de l'Islam sunnite dans tout l'Occident musulman et elle fut le centre de formation des premières générations de savants musulmans dans cette région.
Située à Kairouan en Tunisie, elle avait aussi, depuis le IXe siècle, la réputation d'être l'un des plus importants centres d'enseignement de la jurisprudence malékite.

## Écoles juridiques
Les quatre écoles de droit (madhhab) ont divergé sur des questions de jurisprudence mais sont unanimes sur les fondements de la croyance (Aqida), à savoir le Coran et la Sunna de Mahomet selon la compréhension de ses compagnons. Ces deux sources sont fondamentales seulement pour les sunnites.
Les quatre écoles se reconnaissent mutuellement comme valides et véridiques, et les différences qui les caractérisent sont relativement minimes.
| École           | Juriste          | Description |
| --------------- | ---------------- | --- |
| École hanafite  | Abû Hanîfa       | C'est la plus ancienne et la plus répandue des écoles, et la plus ouverte en ce qui concerne les déductions, car elle insiste sur la liberté d'opinion, le jugement personnel et la recherche de la meilleure solution (au cas par cas, en fonction des convenances du moment et de l'équité). Il existe donc, du moins à l'origine, une certaine marge de manœuvre interprétative. L'école hanafite se retrouve surtout chez les peuples turcs, indo-pakistanais, afghans et chinois et le Levant (Syrie et Liban). |
| École malikite  | Mâlik ibn Anas   | Elle diffère essentiellement des trois autres écoles par les sources qu'elle utilise pour déterminer la jurisprudence. Si les quatre écoles utilisent le Coran, la sunna, ainsi que l'ijma (le consensus des experts) et les analogies (qiyas), le malikisme utilise également les pratiques des habitants de Médine (Amal ahl al-medina) à l'époque de Mahomet comme sources de la jurisprudence (fiqh). Cette place majeure donnée à la coutume a favorisé l'acceptation de coutumes populaires rejetées par d'autres courants. L'école est principalement répandue en Afrique du Nord (Maghreb), et en Afrique de l'Ouest. |
| École chaféite  | Ash-Shâfi'î      | Cette école valorise la sunna comme source du droit et insiste sur le consensus de toute la communauté, mais le point de vue des savants l'emporte, écartant par là l'opinion personnelle. Elle est particulièrement répandue en Égypte, Yémen, Koweït, Indonésie, Malaisie, Viêt Nam, Philippines et en Thaïlande. |
| École hanbalite | Ahmed Ibn Hanbal | Elle est considérée comme l'école traditionaliste par excellence. Majoritaire dans la péninsule arabique, notamment en Arabie saoudite, l'école hanbalite a exercé et continue d'exercer une influence intellectuelle importante. La méthodologie de l'école hanbalite se fonde, tout comme les autres écoles de jurisprudence sunnites, sur la supériorité du Coran puis des ahadith sur les autres sources de loi. Toutefois, le hanbalisme est critique du recours au raisonnement par analogie (qiyas) lorsqu'il entre en conflit avec des ahadhith.                                                                      |

Pour élaborer le droit musulman, les sunnites s'accordent sur quatre sources de droit :
1. le Coran, livre révélé au prophète de l'islam Mahomet.
2. les hadiths (formant la Sunna), qui précisent et complètent le Coran.
3. le consensus des juristes musulmans (Ijmâ').
4. le raisonnement juridique analogique (qiyâs).

## Écoles théologiques
Il existe trois écoles théologiques principales : l'acharisme, maturidisme et l'atharisme.
| École                   | Théologien                       | Description |
| ----------------------- | -------------------------------- | --- |
| Asharisme               | Abû Al-Hasan Al-Ach`arî(873-935) | Un des trois principaux courant. Il fut adopté par la majorité des malikites et des shafi'ites. Cette méthodologie de raisonnement théologique est appelée « kalâm » et autorise une certaine interprétation des textes, non strictement littéraliste. L'asharisme a su ainsi montrer la compatibilité des textes révélés avec la raison. |
| Maturidisme             | Abul Mansûr Al Mâturîdî (?-944)  | Assez minoritaire jusqu'à son adoption par les tribus turques d'Asie centrale, en même temps qu'ils ont adopté l'école juridique hanafite. Le maturidisme est une école théologique identique à l'Ash'arisme avec laquelle elle diffère seulement sur des points non fondamentaux et surtout répandue chez les sunnites de jurisprudence hanafite. L'imam fondateur de cette école doctrinale était contemporain à l'imam Abû Al-Hasan Al-Ach`arî. |
| Atharisme ou Hanbalisme | Ahmad ibn Hanbal(780-855)        | École n'ayant pas de savant représentant spécifique, Ahmad ibn Hanbal s'est vu attribuer ce titre puisqu'étant l'un de ses principaux cerveaux partisans. Très répandue chez la grande majorité des hanbalites, et école principale des savants sunnites du Moyen-Orient, certaines sources finirent par la surnommer "théologie hanbalite". L'atharisme rejette la théologie islamique rationaliste (kalâm), au profit d'un textualisme strict dans l'interprétation du Coran et des hadiths. Le nom vient de « tradition » dans son sens technique comme traduction du mot arabe hadith. |

## Écoles philosophiques
Le terme « soufi » apparaît pour la première fois dans la seconde moitié du VIIIe siècle de l'Hégire pour désigner des ascètes. Les soufis sont des sages, des mystiques musulmans qui prient, jeûnent, portent des vêtements blancs rugueux (l'arabe sûf signifie « bure », « laine », car les premiers ascètes musulmans furent ainsi désignés à cause des vêtements de laine qu'il portaient ; (ils peuvent porter le muruqa'a, manteau fait de morceaux rapiécés symbolisant le fagr, c'est-à-dire l'illusion du monde).
Le mot « soufisme » serait tiré de al-souf (ﺻﻮﻑ [ṣūf], « laine » qui donne صوفيّ [ṣūfīy], « laineux ») ; c'est ce que retient en tout cas l'historien Ibn Khaldoun. Le soufi portait en effet un vêtement de laine blanche censée apporter de la sagesse aux regards. La modestie et la pauvreté sont évoquées dans d'autres noms donnés à certains d'entre eux : derviche (persan :  [derwiš], « mendiant ») ou [faqīr] (en arabe : فقير — « pauvre »). René Guénon ajoute que le sens premier et fondamental du mot « soufi » est donné par « l'addition des valeurs numériques des lettres dont il est formé. Le mot soufi a le même nombre que El-Hekmah el-ilahiyah, c'est-à-dire la « Sagesse divine » ; le soufi véritable est donc celui qui possède cette sagesse ou, en d'autres termes, il est el-ârif bi'llah, c'est-à-dire « celui qui connaît par Dieu », car Dieu ne peut être connu que par Lui-même ».
Les docteurs de l'islam (oulémas) ont défini le soufisme (en arabe : تصوف [taṣawwuf] « initiation ») comme « une science dont l'objectif est la réparation du cœur afin de le détourner de tout autre que Dieu ». L’amour tient en effet une place centrale dans l’enseignement soufi. Les plus illustres ouvrages sur ce sujet sont Le Traité de l’amour d’Ibn Arabi et Le Livre de l’amour de l’imam al-Ghazâlî. Pour Ibn Arabi, « Le soufisme ce n'est rien de plus que les cinq prières et l'attente de la mort » Et de préciser en citant cette formule : « Il y a là une science immense ».

## Répartition géographique

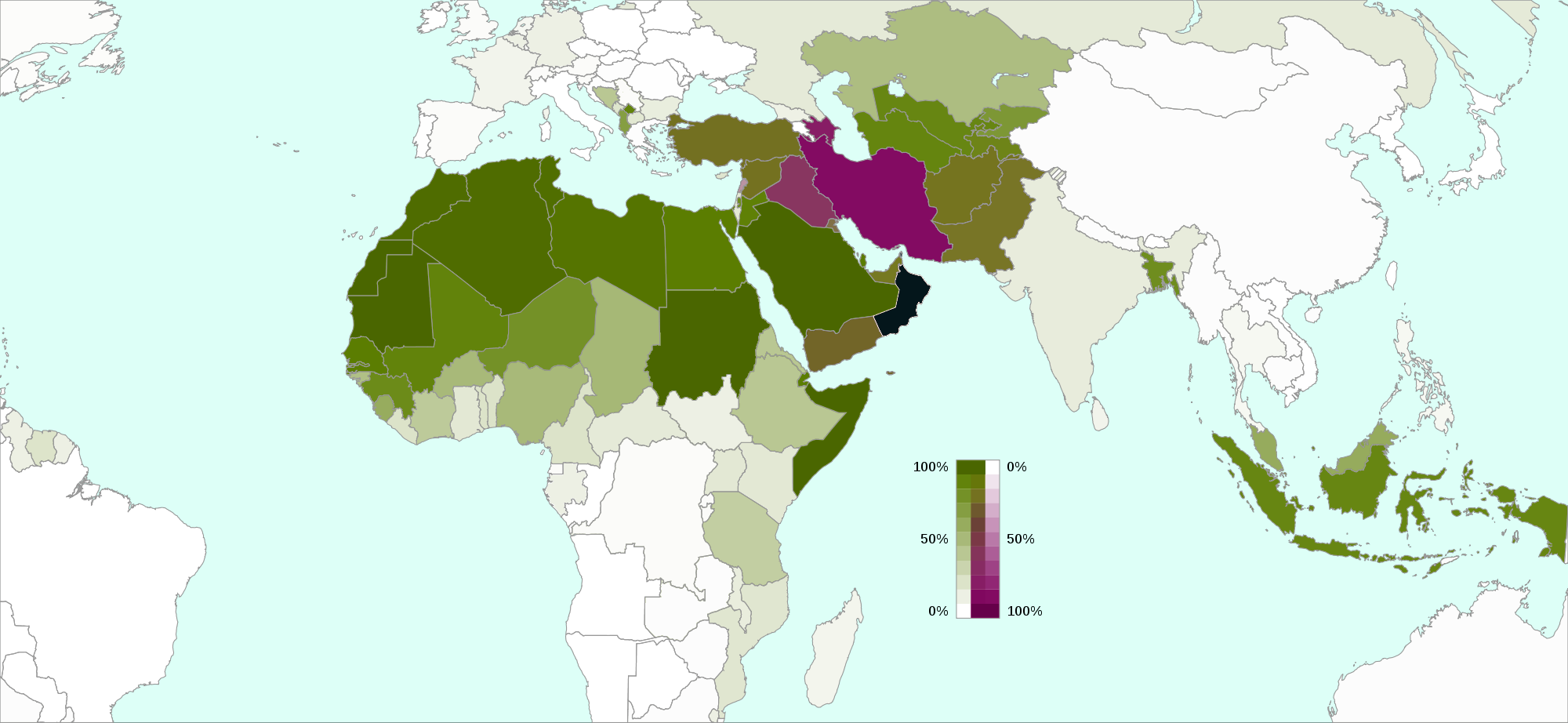
Pourcentage de musulmans par pays :
vert : sunnisme, violet : chiisme, noir : ibadisme

Géographiquement, les sunnites sont répandus en Afrique du Nord, dans la Péninsule arabique, en Turquie, en Syrie, en Afghanistan, au Pakistan, au Bangladesh, en Malaisie, en Indonésie, en Afrique subsaharienne et en Asie centrale. On trouve aussi des communautés sunnites dans des pays majoritairement chiites comme l'Iran, l'Irak ou le Liban. On peut également citer l'Inde, pays majoritairement hindou mais qui compte la troisième population musulmane du monde, la majorité des musulmans indiens sont sunnites.
Il y a également des communautés musulmanes sunnites en Amérique du Nord (Canada, États-Unis), en Europe de l'Ouest, en Russie, ainsi qu'en Chine, en particulier au Xinjiang.